# Грб Жабљака
Грб Жабљака је званични грб црногорске општине Жабљак.

## Опис грба
Грб Жабљака представља комбинацију старих комунистичких амблема и модерних европских грбова. Грб се састоји од шпицастог средњовјековног штита, чија унутрашњост подсјећа на старе амблеме. На централном дијелу овог штита налази се цртеж планине Дурмитор тиркизне боје на бијелој позадини у чијем је подножју хералдичи представљена црногорична јелова шума и једно горско језеро. Иза планине налази се мања силуета сунца.
Грб је крунисан сребреном бедемском круном без видљивих грудобрана. Штит држе два сребрена пропета коња са раширеним крилима. Грб има неколико пропустa
У Статуту општине Жабљак у члану 8, наводи се да Општина има свој грб, али се не прецизира његов изглед, као и значења симбола на њему.